# Farvergården (Kerteminde)
 For alternative betydninger, se Farvergården. (Se også artikler, som begynder med Farvergården)
Farvergården er et kulturhistorisk museum i Kerteminde. Det var kendt under navnet Kerteminde Museum frem til d. 1. januar 2009, hvor det fusionerede med andre museer i området og blev til Østfyns Museer.
Museet har en lokalhistorisk samling fra Kerteminde og omegn samt en gårdhaven.

## Historie
Bygningen blev opført i 1630 af rådmand Karsten Iversen i Langegade. I 1836 bliver bygningen overtaget af farveren Anton Hinke, hvorefter den bliver kendt under navnet "Farvergården". I 1935 stiftede man Museumsforeningen for Kerteminde og Omegn, og man køber farvergården af Hinkes arvinger, der åbner som bymuseum to år senere.
I 1939 opførte man en kustodebolig i gårdhaven. Johannes Larsen var formand for museumsforeningen fra 1937 til sin død i 1961. Hans hjem blev en del af Kerteminde Museum i 1984.
Den 1. januar 2009 blev museet lagt sammen med Nyborg Museum og Nyborg Slot som en del af Østfyns Museer. Den 1. juli 2010 genåbnede museet efter en større restaurering, hvor facaden blev bragt tilbage til udseendet omkring år 1900. Bygningen der står i dag, var en del af en større gård på stedet og man rev en sidebygning fra 1700-tallet ned under restaureringen, der blev udført gratis af byens håndværkere.

## Udstilling
Museet er fordelt på tre etager, hvor 1. etage har forskellige udstillinger i hvert rum som eksempelvis fiskeri og retsvæsen, 2. etage findes udstilling om forskellige håndværk som f.eks. urmager og skomager. I kælderen findes en smedje.
I gårdhaven er bede med stauder og mulighed for at køre på væltepeter.